# Flughafen Jinan Yaoqiang

i8
i11
i13
Der Flughafen Jinan Yaoqiang (chinesisch 济南遥墙国际机场, IATA-Code: TNA, ICAO-Code: ZSJN) ist ein chinesischer Flughafen in Jinan, der Hauptstadt der Provinz Shandong.

## Fluggesellschaften und Ziele
Aus Jinan werden sowohl nationale als auch kontinentale Ziele angeflogen. Auch Helsinki und Moskau stehen auf dem Flugplan.

## Zwischenfälle
- Am 18. Januar 1985 wurde eine Antonow An-24 der chinesischen CAAC (B-434) während des Durchstartens in Nebel und Sprühregen am Flughafen Jinan Yaoqiang so langsam geflogen, dass es zum Strömungsabriss kam. Das Flugzeug stürzte ab. Von den 41 Personen an Bord wurden 38 getötet, alle sechs Besatzungsmitglieder und 32 Passagiere (siehe auch CAAC-Flug 5109).[2]